# Clark Terry

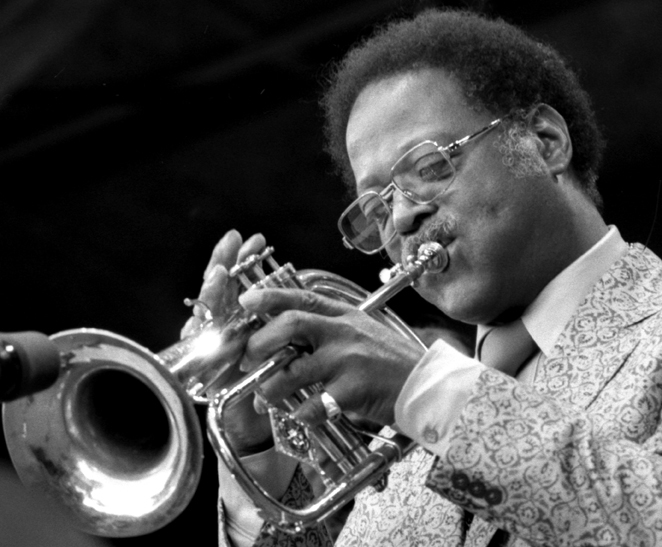
Clark Terry (1981)

Clark Terry (* 14. Dezember 1920 in St. Louis, Missouri; † 21. Februar 2015 in Pine Bluff, Arkansas) war ein US-amerikanischer Jazz-Trompeter, Flügelhornspieler, Bandleader und Komponist. Sein warmer Ton und seine Fähigkeit, nur mit dem Lippenansatz (also ohne Ventile) zahlreiche Artikulationsnuancen zu erreichen, beeinflussten Miles Davis und darüber zahlreiche weitere Trompeter. Seine Klangvorstellungen führten ihn zum Flügelhorn, das er meisterlich beherrschte und zu dessen Verwendung in der Jazzmusik er stark beitrug.

## Werdegang

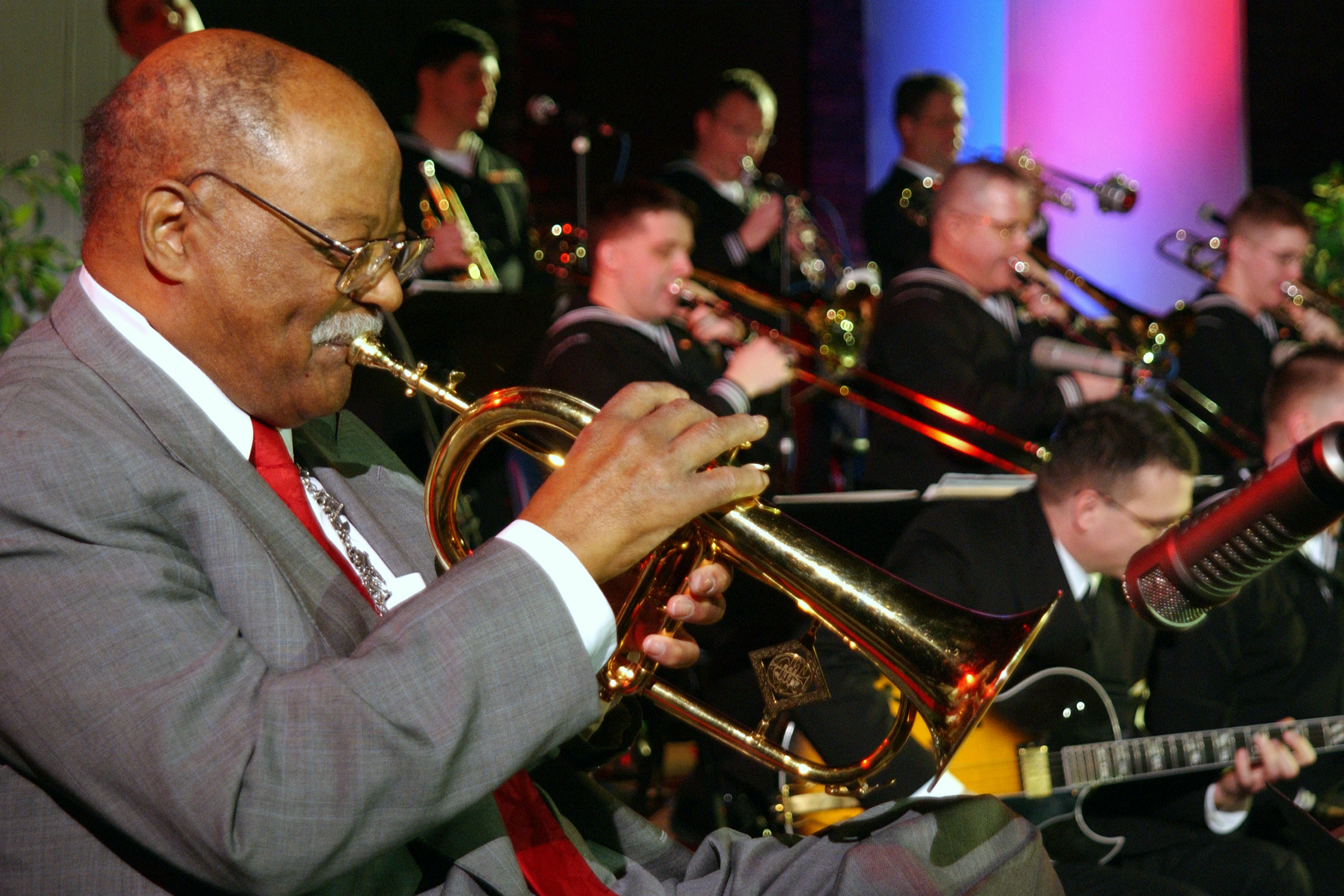
Clark Terry & Great Lakes Navy Band Jazz Ensemble 2002

Terry spielte in der Highschool-Band zunächst Posaune, wechselte aber rasch zur Trompete. Während des Zweiten Weltkrieges war Terry von 1942 bis 1945 als Mitglied in einer Militärband der US Navy, wo er sich mithilfe einer Klarinettenschule eine ungewöhnlich flüssige Technik erarbeitete und auch mit Zirkularatmung experimentierte. Danach spielte er kurz mit Lionel Hampton und in den Bands von Charlie Barnet, Eddie „Cleanhead“ Vinson, Charlie Ventura und George Hudson. Von 1948 bis 1951 war er Mitglied des Count Basie Orchestra. Seinen Durchbruch brachte die Arbeit im Orchester von Duke Ellington von 1951 bis 1959; anschließend tourte er mit Quincy Jones durch Europa. Danach fand er eine feste Anstellung bei der NBC in New York City und beim Fernsehen, wo er bis 1972 als Solist in der Band von Johnny Carsons Tonight Show auftrat. Daneben baute er in den frühen 1960er Jahren ein Quintett mit Bob Brookmeyer auf.
Bereits vor der Trennung von der Tonight Show begann Terry seine Karriere als internationaler Star. Beim Montreux Jazz Festival 1969 trat er nicht nur in einer Combo mit Ernie Wilkins und Kenny Clarke auf, sondern leitete auch eine eigens zusammengestellte Big Band (Album 1970). 1972 gründete seine beiden Ensembles, die Clark Terry’s Big Band und das Quintett Clark Terry and his Jolly Giants und trat weltweit bei Festivals sowie Konzerten in Clubs auf und spielte Aufnahmen mit dem London Symphony Orchestra, dem Duke Ellington Orchestra und dem Chicago Jazz Orchestra ein. Er arbeitete mit Musikern wie Ella Fitzgerald, Oscar Peterson, Dizzy Gillespie, Dinah Washington, Ben Webster, Charlie Barnet, Doc Severinsen, Ray Charles, Billy Strayhorn, Dexter Gordon, Thelonious Monk, Charles Mingus, Billie Holiday, Sarah Vaughan, Coleman Hawkins, Zoot Sims, Milt Jackson, Jon Faddis und Dianne Reeves.
Terry wirkte sowohl als Bandleader wie auch als Solist. Er komponierte über zweihundert Songs, unterrichtete und schrieb mehrere Bücher. Er wurde dreimal für den Grammy nominiert und einmal mit ihm ausgezeichnet, erhielt über ein Dutzend Ehrendoktortitel und einen Platz in der Kansas City’s Jazz Hall of Fame. 2010 erhielt er den Grammy Lifetime Achievement Award. Er starb am 21. Februar 2015 in einem Krankenhaus in Pine Bluff, Arkansas, im Alter von 94 Jahren an den Folgen eines Diabetes und wegen Herzproblemen.

## Auszeichnungen
Clark Terry erhielt die Jazz Masters Fellowship für das Jahr 1991. Die mit 25 000 US-Dollar dotierte Anerkennung der staatlichen NEA-Stiftung ist die höchste Auszeichnung für Jazzmusiker in den USA.
- 2000: Down Beat Jazz Hall of Fame

## Diskografie (Auswahl)
- Clark Terry (EmArcy, 1955), mit Horace Silver, Art Blakey und Quincy Jones
- Serenade to a Bus Seat (OJC, 1957)
- Duke with a Difference (OJC, 1957)
- In Orbit (OJC, 1958)
- Top and Bottom Brass (OJC, 1959)
- Color Changes (Candid, 1960)
- Mellow Moods (Prestige, 1961)
- Charles Mingus – The Complete Town Hall Concert (United Artists, 1962)
- Live at the Wichita Jazz Festival (Vanguard, 1974)
- Live at Montmartre, 1975 (Storyville, 1975)
- Live in Chicago, Vol. 1+2 (Monad, 1976)
- Intimate Stories (Challenge, 1978)
- Memories of Duke (OJC, 1980)
- Portraits (Chesky, 1988)
- Having Fun (Delos, 1990)
- Live at the Village Gate (Chesky, 1990)
- Live at the Village Gate: Second Set (Chesky, 1990)
- Top and Bottom Brass (Chiaroscuro, 1995)
- Express (Reference, 1995)
- Barry Harris, Clark Terry, Dave Glasser: Uh! Oh! (Nagel-Heyer, 2000)
- One on One (Chesky, 2000), mit Geri Allen, Don Friedman, Roland Hanna, Barry Harris, Eric Lewis, Junior Mance und Marian McPartland
- Friendship (Nagel-Heyer Records, 2002)
- George Gershwin’s Porgy and Bess (A440 Music, 2004)

## Publikationen
- Clark Terry: Let’s talk trumpet. From legit to jazz. Phil Rizzo, Creative Jazz Composers, Bowie (Maryland) 1973, Musikpartitur: Studien und Etüden.
- Clark Terry’s System of Circular Breathing for Woodwind and Brass Instruments. Terry-Rizzo, Cleveland (Ohio) 1976
- Clark Terry: The Interpretation of the jazz language. Phil Rizzo, Cleveland 1977
- Clark: The Autobiography of Clark Terry. UC Press, 2012

## Dokumentationen
- Clark Terry. Dokumentation, Deutschland, Buch und Regie: Peter Baumann, Produktion: ZDF
- Keep on Keepin’ on, Dokumentation, Regie: Alan Hicks, 2014.

### Nachrufe
- Jazztrompeter Clark Terry mit 94 Jahren gestorben. In: Neue Zürcher Zeitung. 22. Februar 2015
- Ian Carr: Clark Terry obituary. In: The Guardian. 22. Februar 2015 (englisch)
- Clark Terry, Master of Jazz Trumpet, Dies at 94. In: The New York Times. 22. Februar 2015 (englisch)
- Don Heckman: Clark Terry, jazz trumpeter with Ellington and 'Tonight Show,' dies at 94. In: Los Angeles Times. 22. Februar 2015 (englisch)

### Musikbeispiele
- Clark Terry: Swahili auf YouTube
- Clark Terry: Slow Boat auf YouTube
- Clark Terry: Mumbles (Live, 1965) auf YouTube
- Jazz at Lincoln Center: Happy 94th Birthday CLARK TERRY! auf YouTube